# Goldilocks
Goldilocks – krótkometrażowy muzyczny program animowany z 1970 roku, według scenariusza A.J. Carothersa.

## Obsada
- Bing Crosby jako on sam / tata niedźwiedź (głos)
- Mary Crosby jako ona sama / Złotowłosa (głos)
- Nathaniel Crosby jako on sam / mały niedźwiadek (głos)
- Kathryn Grant Crosby jako ona sama / mama niedźwiedź (głos)

W roli innych zwierząt (postacie dubbingowe) występują także Don Messick, Avery Schreiber, Paul Winchell i Daws Butler.